# Rafael Moya Murillo
Rafael Moya Murillo (San Antonio, 24 de octubre de 1799 - Heredia, 15 de noviembre de 1864) fue un político y empresario costarricense.
Fue hijo de José Moya y Saborido y Micaela Murillo y Rojas. Casó en primeras nupcias en Heredia, el 9 de septiembre de 1824 con Micaela Casimira Solares y Sandoval y en segundas en la misma ciudad el 19 de noviembre de 1841 con María Josefa Salinas Solares, sobrina de su primera esposa.
Se dedicó principalmente a actividades agropecuarias y fue uno de los primeros grandes cafetaleros de la provincia de Heredia. También tuvo intereses en la minería y el comercio.
En 1844 fue elegido como miembro de la Cámara de Senadores. Como senador más antiguo le correspondió hacerse cargo interinamente de la jefatura del Estado de Costa Rica el 17 de diciembre de 1844, por licencia temporal concedida al jefe de Estado Francisco María Oreamuno Bonilla. El 26 de abril de 1845, las Cámaras decretaron haber lugar a formación de causa contra Oreamuno, por haberse negado a reasumir su cargo. Rafael Moya Murillo se mantuvo interinamente al frente del gobierno hasta el 30 de abril de 1845, fecha en que expiró su período como senador. Al día siguiente asumió interinamente la jefatura del Estado el Senador que le seguía en orden de antigüedad, José Rafael de Gallegos y Alvarado.
Obtuvo votos en las elecciones presidenciales de abril de 1847, y un considerable número de electores apoyó su candidatura a la Presidencia de la República en las elecciones de diciembre de 1849, pero lo derrotó el presidente Juan Rafael Mora Porras.

## Fallecimiento
Falleció en Heredia, el 15 de noviembre de 1864.